# Marie Mongan
Marie Madeline "Mickey" Flanagan Mongan, född 1 februari 1933 i San Diego, död 17 juni 2019 i Bow i New Hampshire, var en amerikansk hypnoterapeut, pedagog och skribent. Hon utvecklade den förlossningsförberedande metoden Mongan-metoden, även kallad hypnobirthing.

## Biografi
Mongan växte upp i Franklin, New Hampshire och var dotter till sömmerskan Marie och Patrick Flanagan som var anställd inom flottan men senare blev förman vid en fabrik. 1954 gifte hon sig med Gerald Bilodeau, som hon gått i samma klass som i high school. Samma år avlade hon examen från Plymouth State University i New Hampshire och  Hon arbetade som engelsklärare vid sin gamla skola i Franklin. 1965 utnämndes hon till dekanus vid Pierce College for Women i Concord, New Hampshire. 1971 avlade hon en masterexamen inom pedagogik vid  Plymouth State University. I Concord öppnade hon 1973 Thomas Secretarial School.

### Mongan-metoden
1966 skilde hon sig från Bilodeau och 1970 gifte hon sig med Eugene Mongan. Mongan hade fyra barn och vid de två första förlossningarna hade hon bett om att få avstå all anestesi. Hennes önskan hörsammades inte och sköterskorna höll fast henne medan de tvingade på henne en mask för att andas in eter. 1959, när hon var gravid med sitt tredje barn, hade hon förberett sig länge för att få igenom sin önskan om en förlossning utan bedövningsmedel. Hon fick sin vilja igenom och upplevde förlossningen som mycket positiv och genomförde därför samma förberedelser under sin fjärde förlossning. Mongan hade redan tidigare bekantat sig med den brittiske obstetrikern Grantly Dick-Reads bok Childbirth Without Fear och hans begrepp "naturlig förlossning".
Hon utbildade sig till hypnoterapeut och hjälpte sina klienter att sluta röka, gå ner i vikt och övervinna sin flygrädsla. När Mongans tredje barn Maura blev gravid 1989 beslutade hon sig för att hjälpa sin dotter genom förlossningen med de metoder hon själv använt sig av många år tidigare. Hon kallade metoden för Mongan-metoden och i takt med att ryktet metoden spred sig började hon utbilda allt fler gravida kvinnor inom den. Metoden går ut på att den födande genom förberedelser i form av andningsövningar, visualiseringar, musik och positiva affirmationer ska kunna försätta sig själv i ett hyperfokuserat, meditativt och avslappnat tillstånd vid förlossningen.
Så småningom började hon motta hon förfrågningar från sjuksköterskor, doulor och andra hypnoterapeuter om att få lära sig metoden. 1992 gav Mongan ut boken HypnoBirthing: The Mongan Method. 1999 sände NBC News programmet Dateline ett inslag om hypnobirthing vilket gav metoden vidare spridning och ledde till att Mongan fick motta över 5000 email och samtal.
Hennes kurser i hypnobirthing ledde till att Mongan öppnade HypnoBirthing Institute, numera HypnoBirthing International i Pembroke, New Hampshire som utbildar och certifierar barnmorskor, läkare och doulor. År 2021 hade institutet utbildat personal i 46 länder. Metoden har också från spridning genom att kända personer som Catherine, prinsessa av Wales och Jessica Alba använt sig av den vid sina förlossningar.

### Död
Mongan dog vid 86 års ålder i sviterna av Sjögrens syndrom.